# Dönche

Lage der ortsbezirksfreien Dönche im Stadtgebiet Kassel. Das Naturschutzgebiet Dönche nimmt nicht die gesamte Fläche ein.

Die Dönche ist ein Naturschutzgebiet im Südwestteil der in Nordhessen gelegenen Großstadt Kassel und zählt zu den flächenmäßig größten innerstädtischen Grünanlagen Deutschlands. Das Naturschutzgebiet „Dönche“ (Nr. 1611004, Fläche: 170,89 ha) ist auch Teilbereich des größeren FFH-Gebietes „Dönche“ (Nr. 4722-304, Fläche: 206,10 ha).

## Geographische Lage
Als ortsbezirksfreies Gebiet liegt die unbebaute Dönche zwischen den Stadtteilen Süsterfeld-Helleböhn, Niederzwehren, Oberzwehren, Nordshausen und Brasselsberg. Sie wird durchflossen vom Dönchebach und vom Krebsbach, der in den Dönchebach mündet. An die Dönche grenzt die Kasseler Wohnsiedlung documenta urbana.

## Landschaftsbild, Flora und Fauna

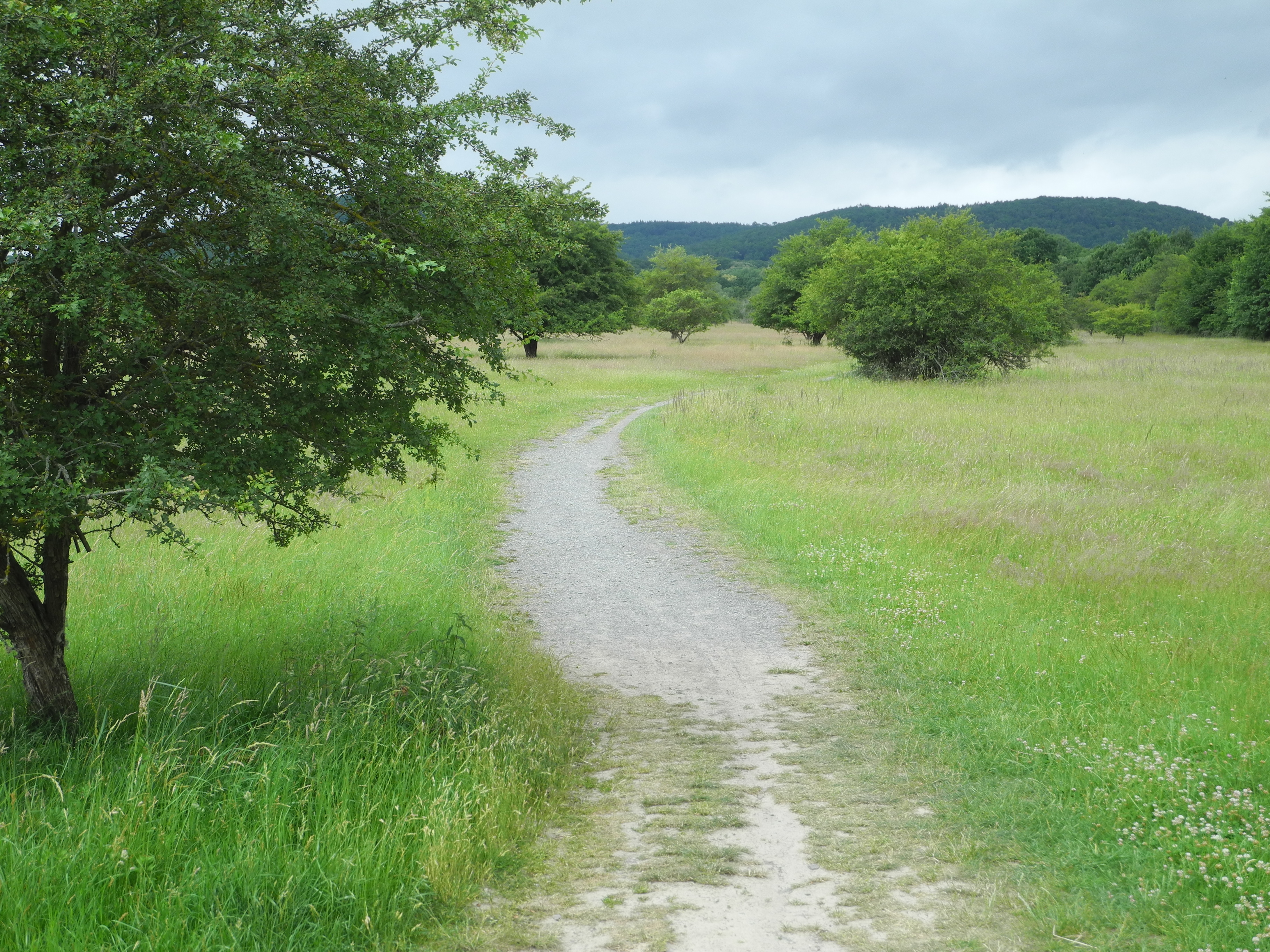
Landschaftsbild in der Dönche (2020)

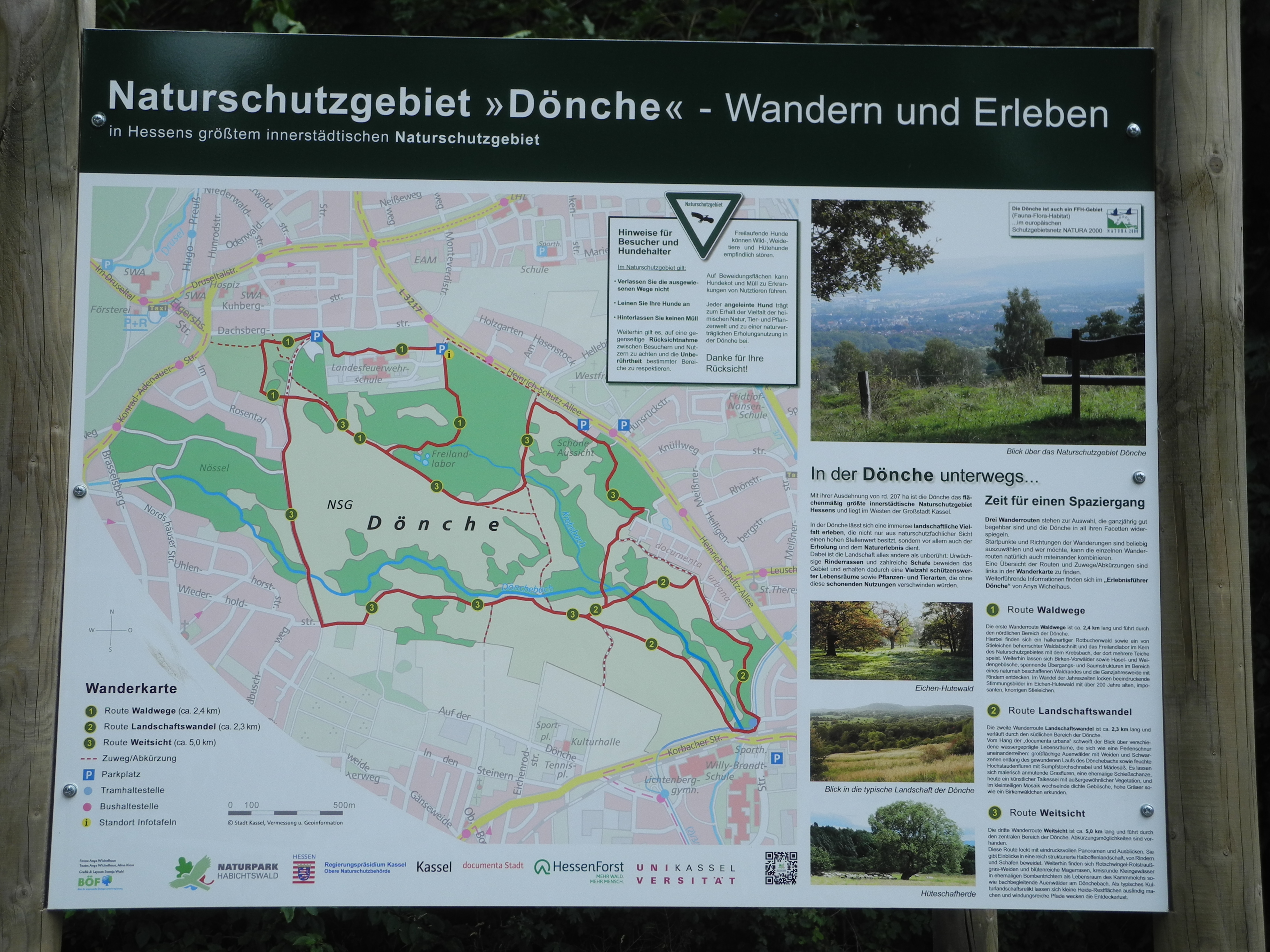
Das aktuelle Wegenetz

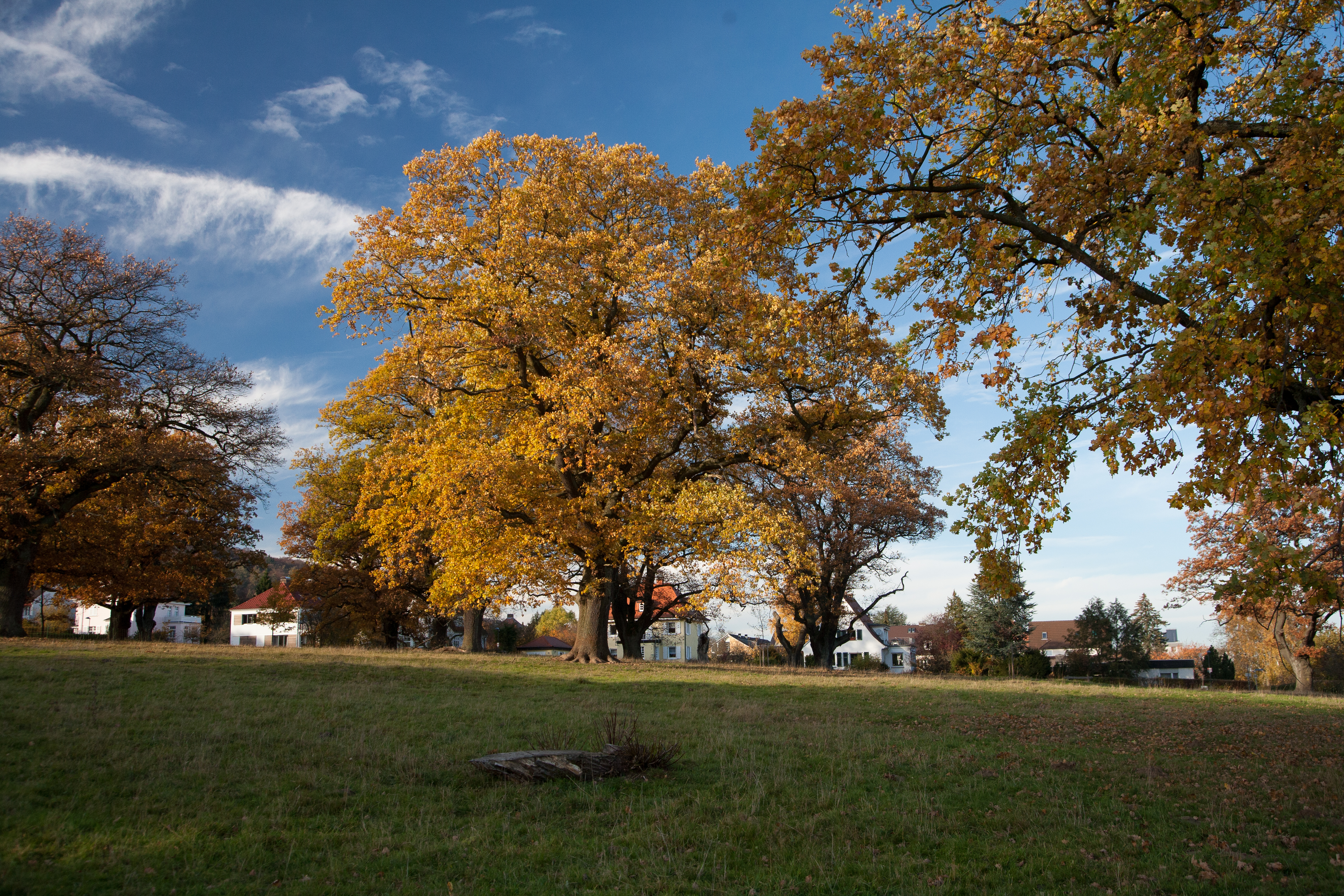
„Unter den Eichen“ nordwestlich der Dönche

Charakteristisch für das Landschaftsbild der Dönche ist die kulturhistorische Grünlandgesellschaft von Tümpeln, Röhrichten und Hochstaudenfluren, bachbegleitenden Erlen- und Eschenwäldern und einem Buchen-Hutewald, in dem sich das 1981 gegründete Freilandlabor befindet, welches dem Biologie-Unterricht Kasseler Schulen und der Ausbildung von Lehramtsstudenten der Biologie der Universität Kassel dient.
Nur selten anzutreffen ist vor allem die trockene europäische Heide.
Die Tierwelt der Dönche umfasst unter anderem Feldhase, Wildkaninchen, Reh, Fuchs und Mäusebussard. Zum Erhalt der offenen Landschaft wurde eine Beweidung mit Hausschafen und extensiven Rinderrassen initiiert.
Im Naturschutzgebiet Dönche besteht ein Wegegebot. Das Gebiet ist von Spazier- und Wanderwegen – jedoch keinen Straßen – durchzogen. 2019 erfolgte eine Neuausweisung, seitdem bestehen die 3 Rundwege Waldwege (Kennung 1, mit 2,4 km), Landschaftswandel (Kennung 2, mit 2,3 km) und Weitsicht (Kennung 3, mit 5,0 km).

## Geschichte

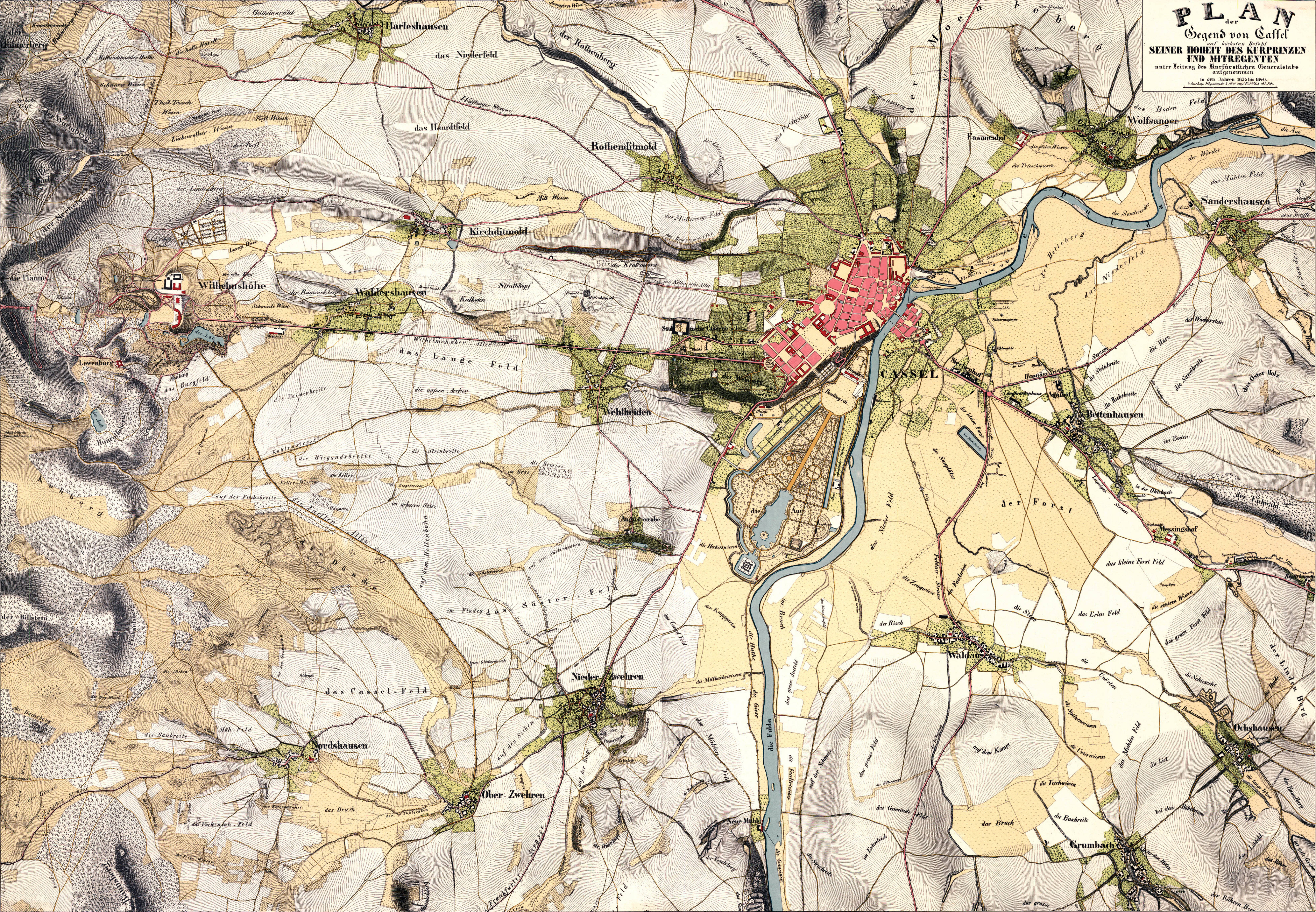
Auf der Karte des kurfürstlichen Generalstabs aus 1835 wurde der Name "Die Dönche" verwendet

Die erste urkundliche Erwähnung des Gebiets fand am 8. Juni 1368 als "Tonche" statt, was auf die Verpachtung von 5 Acker Land und deren Einzäunung zurückzuführen ist. Auch für andere Teile des heutigen westlichen Gebiets der Dönche gibt es Belege von ackerwirtschaftlicher Nutzung, die in Form der Dreifelderwirtschaft bis in die Neuzeit fortgeführt wurde. Die östlichen Gebiete der Dönche hingegen wurden aufgrund der weniger fruchtbaren Böden als Gemeinschaftsweiden genutzt. Im Zuge der Separation im Jahr 1881 wurden auch diese Gebiete neu verteilt und es waren die Voraussetzungen zur intensiven Landwirtschaft gegeben. Landwirtschaftlich relevant waren vor allem der Anbau von Halm- und Hackfrüchten.
1936 wurde die Dönche als Truppenübungsplatz der Landwirtschaft entzogen. In der Zeit des Nationalsozialismus wurde auf dem Gebiet Erschießungskommandos der benachbarten Lüttich-Kaserne vollstreckt, von denen beispielsweise im Zweiten Weltkrieg dort Fahnenflüchtige hingerichtet wurden. Ein kleiner Teil der Dönche wurde schon 1870 als Truppenübungsplatz genutzt, und die vielen kleinen runden Tümpel sind die Hinterlassenschaft von Artillerieeinschlägen. Nach dem Krieg wurden belgische Soldaten in Kassel stationiert, welche die Dönche auch als Truppenübungsplatz u. a. für Sprengübungen nutzten. Heute ragt noch immer eine weithin sichtbare, u-förmige Panzerrampe hervor, die auch als Schießstand für Infanteristen genutzt wurde.
1976 wurde die Dönche zunächst als Landschaftsschutzgebiet ausgewiesen, von dem 1980 jedoch ein etwa 12 ha großes Areal für das Bauprojekt documenta urbana wieder aufgegeben wurde. 1983 erfolgte dann die Ausweisung eines 35 ha großen Teils der Dönche als Naturschutzgebiet, das 1995 auf insgesamt 173 ha vergrößert wurde. Aufgrund der militärischen Nutzung und der daran anschließenden Umwidmung als Naturschutzgebiet hat es auf der Dönche bis heute keine mineralische Stickstoff-Düngung gegeben.
1987 fand in der Dönche im Rahmen der documenta 8 das Experiment „Die Fahrt nach Tahiti“ statt.

## Gefährdung
Obwohl die Dönche ein Naturschutzgebiet ist, wird sie von vielen Besuchern eher als offener Park betrachtet. Dies führt dazu, dass einige Besucher sich nicht an die vorgegebenen Wege halten (und dabei Pflanzen beschädigen und Wildtiere verschrecken), das Gelände mit Fahrrädern befahren oder dort grillen.  Seitdem der Hessen-Forst die Mülleimer auf der Dönche zurückgebaut hat, da diese zum illegalen Entsorgen von Sperrmüll genutzt wurden, wird immer mehr Müll einfach im Gelände liegen gelassen. Zudem sind Hunde häufig nicht angeleint und stören oder verletzen so die bodenbrütenden Vogelarten (genauso wie freilaufende Katzen). Auch vom Hundekot geht eine Gefährdung für die Flora und Fauna der Dönche aus: Dort weidende Schafe können durch die Aufnahme der Hinterlassenschaften krank werden und übermäßige Nährstoffzufuhr (durch nicht beseitigten Kot) beeinträchtigt die an den nährstoffarmen Boden gewöhnten Pflanzen. Schadstoffeinträge ergeben sich auch aus Landwirtschaft und Verkehr der umliegenden Gebiete.
Neben der Gefährdung durch Menschen oder Haustiere, können auch invasive Arten wie der Waschbär die Vögel- und Insektenpopulationen der Dönche bedrohen.